# Germania anno zero
Germania anno zero è un film del 1948 diretto da Roberto Rossellini, terza pellicola della cosiddetta - non ufficiale - "trilogia della guerra" di Rossellini, dopo Roma città aperta e Paisà. È ambientato nella Berlino occupata dagli Alleati, appena un anno dopo la fine della seconda guerra mondiale, quasi totalmente distrutta dopo sei anni di conflitto.
Considerata una delle vette del neorealismo, qui il regista vi utilizza principalmente attori non professionisti o locali. Il protagonista è interpretato da Edmund Moeschke, un ragazzino di 11 anni che nella vita si esibiva al circo come acrobata con la famiglia. Sembra che Rossellini lo avesse scelto anche perché gli ricordava il figlio Romano, prematuramente scomparso all'età di nove anni nel 1946, e alla cui memoria il film fu dedicato nei titoli di testa.

## Trama
(Cartello introduttivo della pellicola)
Berlino, 1946. Nell'immediato secondo dopoguerra, la città è ancora un desolante cumulo di macerie: qui vive il giovane Edmund, di appena dodici anni, che trascorre le sue giornate vagando per la città. Il ragazzino cerca di racimolare qualche soldo per sostentare la sua famiglia, finita in miseria; sfollata a causa delle distruzioni belliche, è alloggiata malvolentieri in un palazzo con altra gente; il padre di Edmund è inoltre immobilizzato a letto, gravemente malato di cuore, mentre la madre è morta e la sorella Eva accudisce il genitore infermo. Per ottenere le sigarette, Eva esce con i soldati alleati, resistendo al consiglio dei suoi amici di prostituirsi; suo fratello, Karl-Heinz, già soldato della Wehrmacht che ha combattuto in Russia e nella battaglia di Berlino, non esce di casa perché privo di documenti, temendo di finire in un campo di concentramento. Tra furtarelli, baratti, giochi con gli amici e la ricerca di un qualsiasi lavoro, Edmund non si perde d'animo.
Un giorno Edmund incontra il signor Enning, già suo maestro a scuola, un nazista ormai privo dell'abilitazione all'insegnamento, che lo porta nella casa dove abita. All'inizio gli affida il compito di vendere discorsi di Hitler, incisi su dischi, a soldati alleati, recandosi al palazzo, ora in rovina, della cancelleria di Hitler. Il viscido docente, probabilmente un pedofilo come alcuni suoi amici, soggioga Edmund con le sue teorie irrazionali, secondo le quali «i deboli devono soccombere e i forti sopravvivere».
Il padre malato, dopo una crisi, finisce all'ospedale per alcuni giorni, ma, tornato, ritrova la stessa miseria; il ragazzino, dopo aver prelevato una boccetta all'ospedale, di nascosto avvelena suo padre, uccidendolo mentre sorseggia del tè. Nel frattempo, sopraggiunge la polizia per perquisire la casa e Karl-Heinz, che si presenta senza documenti, viene portato via. Subito dopo Eva avverte gli altri inquilini della morte del padre. Il giorno successivo Karl-Heinz torna libero a casa e la sorella Eva gli rivela che il padre è morto.
Edmund, dopo una discussione con i fratelli, vaga ramingo giorno e notte tra le rovine della città, finendo per tornare il giorno dopo dal vecchio maestro, al quale confessa il parricidio; ma Enning, terrorizzato e temendo di esser coinvolto, tenta di zittirlo, dandogli del pazzo e del mostro, e il ragazzo fugge ancora, senza meta. Sconvolto, non ha il coraggio di tornare a casa e, nel suo inquieto vagabondare, percepisce il suono di un organo uscire da una chiesa distrutta e se ne allontana. Infine, si arrampica sull'edificio in rovina di fronte all'abitazione della famiglia, da dove vede portare via la bara del padre; i fratelli, arrivati in ritardo, cercano Edmund chiamandolo, ma questi non risponde. Prostrato dal peso del rimorso e dall'incapacità di trovare senso nella vita, il ragazzino si suicida, gettandosi nel vuoto.

## Produzione
La pellicola è stata girata tra l'agosto del 1947 e il febbraio del 1948, in parte tra le macerie della Berlino dell'immediato dopoguerra (per quanto riguarda gli esterni) e in parte a Roma (per le scene di interni); la pellicola è stata girata in tedesco e poi doppiata in italiano.

## Riconoscimenti
- 1948 - Festival del film Locarno
  - Pardo d'oro, miglior sceneggiatura originale
- 1948 - National Board of Review Award
  - Miglior film
  - Migliori dieci film

## Citazioni
- Jean-Luc Godard omaggiò la pellicola di Rossellini con il suo film Germania nove zero (Allemagne 90 neuf zéro, 1991), una riflessione sulla nuova realtà tedesca venutasi a creare con la riunificazione delle due Germanie scaturita dalla caduta del muro di Berlino.
- Nel 2001 Goran Marković, rifacendosi alla pellicola rosselliniana, girò un documentario intitolato Serbia, anno zero, incentrato sulle condizioni politiche e socioeconomiche della Serbia in seguito alle guerre jugoslave.